# Kap-Kurzschwanz-Rennmaus
Die Kap-Kurzschwanz-Rennmaus (Desmodillus auricularis) ist ein Nagetier der Langschwanzmäuse (Muridae) innerhalb der Unterfamilie der Rennmäuse und die einzige Art ihrer Gattung.

## Merkmale
Die Kap-Kurzschwanz-Rennmaus erreicht eine Kopf-Rumpf-Länge von 8,6 bis 12,9 Zentimetern, eine Schwanzlänge von 7 bis 10 Zentimetern und ein Gewicht zwischen 30 und 82 Gramm. Die Weibchen wiegen im Schnitt etwa 20 % weniger als die Männchen. Der Hinterfuß misst 21 bis 29 Millimeter, die Ohrlänge beträgt 10 bis 14 Millimeter.
Der Körper ist kurz und gedrungen, in ihrem Körperbau entspricht die Kap-Kurzschwanz-Rennmaus den anderen Rennmäusen. Die Fellfarbe auf dem Rücken ist variabel und reicht von hellbraun bis orange. Die Einzelhaare sind an der Basis schiefergrau, in der Mitte gelb-ockerfarben und haben eine dunkle Spitze. Die Unterseite mit dem Kinn, der Kehle und dem Bauch sowie die Gliedmaßen sind weiß. Die Weibchen besitzen je zwei Paare Zitzen in der Leisten und der Bauregion, insgesamt also 8 Zitzen. Auffällig ist ein weißer Fleck hinter jedem Ohr, weitere kleine Flecken befinden sich über und unter dem Auge. Der Kopf ist groß mit einer verdickten Nase, langen schwarzen Vibrissen und großen Augen. Die Ohren sind klein, oval und fleischfarben. Die Vorder- und Hinterbeine sind kurz und dick und auf der Oberseite mit weißen Haaren ausgestattet. Der Vorderfuß besitzt vier Finger, der Hinterfuß hat fünf Zehen und behaarte Sohlen. Mit etwa 75 bis 80 % der Kopf-Rumpf-Länge ist der Schwanz von moderater Länge. Er ist gut behaart und bei dunkleren Individuen besitzt er eine schwarze Spitze, trägt aber keine Quaste und hat keine ausgezogene Spitze („pencil“).
Der Schädel hat eine Gesamtlänge von 34,2 bis 38,1 Millimeter und eine Breite von 18,7 bis 22,3 Millimeter. Er zeichnet sich durch sehr starke vergrößerte Paukenblasen (Bullae tympanicae) aus, die nach hinten das Hinterhaupt überragen. Sie entsprechen in ihrer Länge etwa 41 % der Schädellänge und sind damit im Verhältnis zu dieser größer als bei allen anderen Rennmäusen. Das Genom besitzt einen diploiden Chromosomensatz von 2n = 52.
Vergleichbare Arten, mit denen Verwechslungsgefahr besteht, sind die Vertreter der Namib-Rennmäuse (Gerbillurus), die ebenfalls im Süden Afrikas leben. Im Vergleich zu diesen ist die Kap-Kurzschwanz-Rennmaus etwas größer mit einem kürzeren Schwanz, sowohl absolut wie im Verhältnis zur Kopf-Rumpf-Länge. Die Namib-Rennmäuse besitzen zudem eine ausgezogene Schwanzspitze und eine deutlich kleinere Ohrregion mit einer Paukenblase, die nur etwa 30 % der Schädellänge beträgt.

## Verbreitungsgebiet und Lebensraum
Die Kap-Kurzschwanz-Rennmaus ist in den Trocken- und Halbtrockengebieten im südwestlichen Afrika verbreitet, vor allem in der Namib, der Karoo und der Kalahari. Das Verbreitungsgebiet reicht vom südwestlichen Angola über den größten Teil von Namibia und Botswana bis nach Südafrika. Die Höhenverbreitung reicht bis etwa 1600 Meter.
Die Kap-Kurzschwanz-Rennmaus hält sich im Flachland in sandigen Wüsten- und Halbwüstenregionen mit spärlichen Gras- und Gebüschbewuchs sowie auf landwirtschaftlichen Flächen auf. Dichte Grasbestände und Gebüsche werden gemieden.

## Lebensweise
Sie ist hauptsächlich nachts aktiv und gräbt unterirdische Baue, die einfacher aufgebaut sind als bei anderen Rennmäusen jedoch ebenfalls aus einem komplexen Gangsystem mit einem bis sieben Ausgängen, Sackgassen und Vorratskammern bestehen. Die Baue reichen bis in eine Tiefe von etwa 30 bis 60 Zentimetern, die Gänge haben einen Durchmesser von etwa 53 Millimetern.

### Ernährung
Die Art ist omnivor, die Nahrung besteht überwiegend aus Samen und Insekten. Dabei besteht die Nahrungszusammensetzung im Winter vor allem aus Samen, im Sommer überwiegen Insekten und grüne Blätter. Zur Nahrungssuche entfernen sich die Tiere maximal etwa 30 Meter von ihren Bauen und sie legen sowohl innerhalb ihrer Bauten wie in der Umgebung Vorräte an. Dieses Verhalten zeigen auch Individuen in menschlicher Obhut. Die Wasseraufnahme erfolgt über die Nahrung, daher sind die Tiere nicht abhängig von der separaten Wasseraufnahme. Sie können zudem Fett im Schwanz speichern, wenn ausreichend Nahrung verfügbar ist.

### Sozialverhalten und Fortpflanzung
Außerhalb der Fortpflanzungszeit leben die Tiere solitär und allein in ihren Bauen, auch wenn die Eingänge manchmal nahe beieinander liegen oder die Tunnel miteinander verbunden sein können. Sie sind territorial und verteidigen ihre Reviere; Tiere, die zusammen in einem abgezäunten Bereich gehalten wurden, bekämpften sich bis zum Tod. In Gefangenschaft sind die Weibchen dominant gegenüber den Männchen und können diese sogar töten und fressen, sie tolerieren die Männchen nur zur Paarungszeit.
Die Paarungsperioden sind vermutlich über das ganze Jahr verteilt, die Geburten finden allerdings fast ausschließlich während Feuchtphasen statt. Abhängig von den Umweltverhältnissen dauert die Trächtigkeit 21 bis 35 Tage, dann gebärt das Weibchen normalerweise 2 bis 4 Junge, bis zu 7 wurden registriert. Die Jungtiere haben bei der Geburt ein Gewicht von etwa 1,8 bis 4,4 Gramm sind anfänglich blind und öffnen die Augen nach etwa drei Wochen. Etwa nach einem Monat werden sie nicht mehr gesäugt.

### Fressfeinde und Parasiten
Die wichtigsten Fressfeinde der Rennmäuse sind Eulen, vor allem die Schleiereule (Tyto alba) und der Fleckenuhu (Bubo africanus), und Schlangen wie die Kapkobra (Naja nivea). Für die Art wurden zudem mindestens 24 Arten von Flöhen, Milben und Zecken als Ektoparasiten nachgewiesen, darunter teilweise Arten, die als Krankheitsüberträger auch für den Menschen eine Rolle spielen.

## Systematik
Die Kap-Kurzschwanz-Rennmaus wird als eigenständige Art in der nur aus ihr bestehenden (monotypischen) Gattung Desmodillus eingeordnet. Die wissenschaftliche Erstbeschreibung stammt von Andrew Smith aus dem Jahr 1834, der sie anhand von Individuen aus der Region Kamiesberg im Distrikt Namakwa in Südafrika als Art der Echten Rennmäuse (Gerbillus) beschrieb. Oldfield Thomas und Harold Schwann richteten 1904 die eigenständige Gattung Desmodillus mit der Kap-Kurzschwanz-Rennmaus als Typusart ein.
Innerhalb der Art werden keine Unterarten beschrieben.

## Bestände, Gefährdung und Schutz
Die Kap-Kurzschwanz-Rennmaus ist in ihrem Lebensraum in hohen Beständen vertreten. In der südwestlichen Kalahari betragen die Bestände der Art etwa 5 bis 5,5 % der registrierten Kleinsäuger, wobei die Vorkommen vor allem in geeigneten Mikrohabitaten liegen. Größere Fluktuationen der Bestandszahlen kommen nur selten vor.
Die Art wird von der International Union for Conservation of Nature and Natural Resources (IUCN) aufgrund ihres sehr großen Verbreitungsgebietes und der angenommen großen Population als nicht gefährdet („least concern“) eingeordnet. Dabei ist unwahrscheinlich, dass die Bestände so rapide schrumpfen, dass eine Einstufung in eine Gefährdungskategorie erfolgt. Bestandsgefährdende Risiken bestehen nicht.